# Michal Martikán
Michal Martikán (Liptovský Mikuláš, Txecoslovàquia 1979) és un piragüista eslovac, guanyador de cinc medalles olímpiques.

## Biografia
Va néixer el 18 de maig de 1979 a la ciutat de Liptovský Mikuláš, població situada en aquells moments a Txecoslovàquia i que avui en dia forma part d'Eslovaquia.

## Carrera esportiva
Especialista en eslàlom en aigües braves, va participar als 17 anys en els Jocs Olímpics d'Estiu de 1996 realitzats a Atlanta (Estats Units), on aconseguí guanyar la medalla d'or en la prova masculina de C-1. En els Jocs Olímpics d'Estiu de 2000 realitzats a Sydney (Austràlia) aconseguí guanyar la medalla de plata en la mateixa categoria, un metall que repetí en els Jocs Olímpics d'Estiu de 2004 realitzats a Atenes (Grècia). En els Jocs Olímpics d'Estiu de 2008 realitzats a Pequín (Xina) aconseguí novament la medalla d'or en aquesta mateixa prova, dotze anys després de la seva primera victòria. Als Jocs Olímpics d'estiu de 2012 realitzats a Londres ha aconseguit la medalla de bronze, l'unic color de medalla olímpica que no tenia en la prova de C-1.
Al llarg de la seva carrera ha guanyat 15 medalles en el Campionat del Món de piragüisme, entre elles 8 medalles d'or, 3 medalles de plata i 4 medalles de bronze. En el Campionat d'Europa de piragüisme ha aconseguit 4 medalles, dues medalles d'or i dues medalles de plata. Així mateix l'any 2001 fou guanyador de la Copa del Món de l'especialitat.